# Let Me Be There
Let Me Be There è un brano musicale scritto da John Rostill e interpretato originariamente da Olivia Newton-John, pubblicato come singolo estratto dall'album omonimo.

## Tracce
- 7" (USA)

1. Let Me Be There
2. Maybe Then I'll Think of You